# Erythroxylum flaccidum
Erythroxylum flaccidum är en tvåhjärtbladig växtart som beskrevs av Philipp Salzmann och Johann Joseph Peyritsch. Erythroxylum flaccidum ingår i släktet Erythroxylum och familjen Erythroxylaceae. Inga underarter finns listade i Catalogue of Life.